# Guido Zannetti
Guido Zannetti, anche noto come Ido Zannetti ed, erroneamente, come Ido Zanetti (Civitella di Romagna, 31 marzo 1912 – Barcellona, 1º novembre 1938), è stato un aviatore e militare italiano.
Pilota delle specialità caccia, partecipò alla Guerra civile spagnola dove si distinse particolarmente come comandante della Squadriglia Autonoma Mitragliamento "Frecce". Decorato di Medaglia d'oro al valor militare alla memoria.

## Biografia
Guido Zannetti, detto Ido, nasce a Civitella di Romagna (Forlì) insieme al gemello Nino il 31 marzo 1912, figli di Giuseppe. e Clara Lolli Fantini. Durante l'adolescenza i due sono ragazzi esuberanti, che più dello studio amano lo sport e il gioco, ed è per questo la famiglia decise di mandarli per due anni presso il collegio "Domengé-Rossi" a Firenze. Completarono entrambi gli studi presso il Liceo scientifico "Alfredo Oriani" di Ravenna, dove nel 1932 conseguono il diploma di maturità. La passione per lo sport e per l'avventura portarono i due gemelli ad appassionarsi al volo. Prima ancora di completare gli studi presentarono domanda per l'arruolamento volontario nella Regia Aeronautica. Superate le prove, nell'ottobre 1932 venne ammesso, insieme al fratello gemello Nino, a frequentare il Corso Marte della Regia Accademia Aeronautica di Caserta. In occasione della prima licenza i due gemelli trascorsero alcuni giorni di vacanza a Sestriere dove conobbero il principe ereditario Umberto di Savoia.
Conseguì il brevetto A da aliantista il 6 agosto 1933 e tre giorni dopo il brevetto B, venendo nominato pilota di aeroplano il 22 gennaio 1935, e ottenendo il brevetto di pilota militare il 4 luglio dello stesso anno, su velivolo Breda Ba.25. Dopo la nomina a sottotenente fu destinato a prestare servizio presso l'8º Stormo Bombardamento Terrestre di Poggio Renatico, ma quando nel novembre 1935 il fratello gemello Nino fu mandato a combattere in Somalia, presentò domanda per raggiungerlo, ma gli fu rifiutata. Si rivolse allora a numerose personalità, tra cui il Direttore generale del personale della Regia Aeronautica, generale Luigi Faronato, al comandante della 2ª Zona Aerea Territoriale di Padova, generale Francesco Pricolo, al Capo di stato maggiore, generale Giuseppe Valle, per giungere fino al Principe di Piemonte, ma la risposta fu sempre negativa. La Regia Aeronautica attraversava un'intensa fase di costituzione di nuovi reparti, e vi era notevole necessità di piloti e ufficiali.
Il 16 aprile 1936 fu promosso al grado di tenente, e verso la fine del mese di settembre, mentre era in forza alla 212ª Squadriglia, eseguì un volo di addestramento al largo di Rimini in cui condusse numerosi attacchi simulati a bassa quota, non autorizzati, contro una barca. Purtroppo durante una di queste puntate urtò con l'ala del velivolo contro l'albero della barca, e la cosa gli costò un duro provvedimento disciplinare, sospeso per tre mesi dall'attività di volo per infrazione alla disciplina di volo da trascorrere agli di arresti in fortezza a Osoppo. Al termine della punizione fu trasferito al 16º Stormo da Bombardamento Terrestre, e dopo altri due mesi mandato a Cadimare per frequentare un corso di istruzione. Nel dicembre dello stesso anno è trasferito al 52º Stormo Caccia Terrestre di Ghedi. Nel corso del 1937 presentò domanda per partire volontario per la Spagna, dove nel luglio 1936 era iniziata la guerra civile.
Giunse in terra iberica il 5 gennaio 1938, assegnato alla 32ª Squadriglia del VI Gruppo Caccia "Gamba di Ferro", basato a Utrilla, transitando nel marzo successivo alla Squadriglia Autonoma Caccia e Mitragliamento "Frecce", della quale assunse il comando poche settimane dopo, sostituendo il capitano Ferruccio Vosilla rimasto gravemente ferito. Questo reparto fu quello che registrò le maggiori perdite in uomini e velivoli, dato il tipo di missioni effettuate, come l'attacco a bassa quota contro le postazioni avversarie, le crociere di interdizione e le missioni di scorta ai bombardieri. Il 5 maggio a Saragozza ebbe modo di incontrare il fratello Nino, giunto anch'egli in Spagna, e il 26 giugno i due effettuano un volo sullo stesso apparecchio Savoia-Marchetti S.79 Sparviero (28-18) impegnato in una missione bellica nel settore di Castellón de la Plana.
Il 24 agosto il suo caccia Fiat C.R.32 rimase seriamente danneggiato nel corso di un violento combattimento con caccia Polikarpov I-16 repubblicani, mentre il 4 settembre atterrò fuori campo con l'aereo colpito al radiatore.
Alle 7.45 del 1º novembre decollò da Caspe alla testa di una formazione di otto C.R.32 per eseguire una crociera di interdizione tra Flix e Mora de Ebro. In quel momento erano in volo ulteriori 41 C.R.32, dei quali 14 spagnoli al comando dal capitano Angel Salas Larrazábal. Per contrastare l'azione l'Aviazione repubblicana mandò in volo tutti i velivoli da caccia ancora disponibili, ben 94, suddivisi in una prima formazione di 48, seguita da una seconda di 46. Quel giorno avvenne il più grande combattimento aereo nel corso dell'intera guerra, con gli italiani e i nazionalisti che dichiarano l'abbattimento di 16 caccia avversari, mentre a sua volta e i piloti repubblicani reclamarono quello di 15 caccia Fiat. In realtà si registrarono la perdita di due Polikarpov I-16 e del Fiat C.R.32 del tenente Ido Zannetti.
Dopo l'atterraggio a Caspe i piloti della squadriglia dichiarano di aver visto il loro comandante gettarsi all'inseguimento di un caccia repubblicano e di averlo successivamente perso di vista.
Con l'apparecchio ormai in fiamme il tenente Zannetti si era lanciato col paracadute finendo in territorio controllato dal nemico. Catturato, date le ustioni riportate, fu portato all'Ospedale Platón di Barcellona per essere ricoverato, ed in campo nazionalista vi fu, da subito, una notevole incertezza sulla sua sorte. Le prime notizie date al fratello, e quindi alla famiglia, dicevano che non era rientrato dalla missione, e poi che era stato fatto prigioniero dei repubblicani. Il 5 gennaio 1939 il tenente colonnello Arrigo Tessari, comandante del XVI Gruppo Caccia "Cucaracha", dichiarò che già da tempo la Jefatura del Aire e la Croce Rossa Internazionale avevano informato le autorità italiane della morte di Ido, avvenuta per le ferite e le ustioni riportate nel combattimento. Il 23 febbraio dello stesso anno fu redatto l'atto di morte per causa di servizio. Quando le truppe nazionaliste conquistarono Barcellona il fratello Nino eseguì numerose ricerche, ripetute più volte nel tempo, ma il suo corpo non venne mai ritrovato. Alla sua memoria fu concessa la Medaglia d'oro al valor militare, che si aggiunge alla Medaglia d'argento al valor militare, alla Croce di guerra al valor militare e a altre numerose decorazioni spagnole.
La sezione dell'Associazione Arma Aeronautica di Forlì è intitolata ai fratelli Nino e Ido Zannetti.